# Беспорядки в Маленькой Индии (2013)
Беспорядки в сингапурском районе «Маленькая Индия» произошли 8 декабря 2013 года из-за инцидента, случившегося на пересечении Race Course Road и Hampshire Road: частный автобус насмерть сбил 33-летнего индийца. После произошедшего ДТП рабочие эмигранты из Индии и Бангладеш подожгли автобус, стоящую рядом карету скорой помощи и несколько автомобилей. Этот случай стал вторым в истории города-государства бунтом со времени провозглашения им независимости 9 августа 1965 года.

## Хронология событий
Беспорядки продолжались почти два часа. Ситуацию под контроль удалось взять только после полуночи. На подавление бушующей толпы были направлены отряды группы специального назначения и спецподразделение полиции Gurkha Contingent. В общей сложности к месту событий было направлено 300 полицейских. 39 полицейских, 4 человека гражданской обороны и офицеры запаса получили ранения.
| Время                          | События |
| Воскресеньe, 8 декабря 2013 г. | Воскресеньe, 8 декабря 2013 г. |
| ------------------------------ | --- |
| 21:23                          | Индийского рабочего мигранта Сатхивела Кумарвела насмерть переехал автобус. Полиция получает сообщение о серьёзном дорожно-транспортном происшествии. |
| 21:25                          | Силы гражданской обороны Сингапура (SCDF) проинформированы о несчастном случае. |
| 21:31 — 21:38                  | На место происшествия приезжают первая машина скорой медицинской помощи, полицейская машина быстрого реагирования и пожарные. Число собравшихся выросло до 100 человек. |
| 21:41                          | Начинают прибывать отряды подкрепления полиции. |
| 21:45                          | Толпа становится неуправляемой, количество человек выросло до 400. Активизируется группа специального назначения (малайск. Pasukan Operasi Khas). |
| 21:56                          | Тело мёртвого Сатхивела Кумарвела удалось достать из-под заднего колеса автобуса с помощью прибывших Сил гражданской обороны и полиции, которая ограждала первых от разъярённой толпы, забрасывавшей сотрудников в униформе и работников скорой медицинской помощи бутылками из-под пива, бетонными блоками и крышками канализационных люков. Сотрудники полиции также укрыли водителя автобуса и его помощника для того, чтобы они смогли пройти из автобуса к автомобилю скорой медицинской помощи. |
| 22:06                          | Для управления силами полиции и контроля над операцией по подавлению инцидента, на место событий прибывает Лу Яу Лим (кит. 吕瑶琳) — командир центрального подразделения «Е» полиции Сингапура. |
| 22:30                          | Первый отряд группы специального назначения прибывает на Хэмпшир-роад (англ. Hampshire Road). Из-за перегруженности уличного движения до места событий им пришлось пробираться пешком. |
| 22:37                          | К месту происшествий направляются 53 патрульных автомобиля из полицейских отделений со всего Сингапура. |
| 22:40                          | Прибывает второй отряд группы специального назначения. |
| 22:44                          | Выстроенные отряды группы специального назначения подавляют толпу. Полиция приступает к задержанию и аресту бунтовщиков. |
| 23:45                          | Толпа разогнана. Полиция начинает патрулирование территории для предотвращения возможных повторных объединений участников беспорядков. |
| Понедельник, 9 декабря 2013 г. | |
| 00:01                          | Полиция начинает расследование на месте событий. |
| 00:05                          | Прибывают специально-уполномоченные сотрудники полиции. |
| 00:39                          | Тьён Чьи Хьень (заместитель премьер-министра Сингапура в 2013 году) и комиссар полиции Ын Дзу Хи (кит. 喜裕喜) со своим заместителем также приезжают на место столкновения. |
| 05:38                          | Расследование на месте завершено. Национальное агентство по охране окружающей среды (NEA) приступает к уборке территории. |
| 06:45                          | Дорожное движение возобновлено. |

## Последствия
В результате погромов оказались повреждёнными 25 машин, 5 из них сожжены. Около 400 бунтующих приняли участие в беспорядках. Сингапурская полиция направила 300 человек со спецподразделений. Было задержано 27 человек, 24 из них были рабочими мигрантами из Индии, двое из Бангладеш и один — резидент Сингапура. Дальнейшее расследование выявило, что мигранты из Бангладеш и житель Сингапура не были причастны к инциденту.
По мере расследования так же были привлечены к ответственности в декабре 2013 года 9 рабочих мигрантов из Тамилнада.
По показаниям 69-летнего свидетеля, возвращавшегося в это время домой, участники беспорядков находились в состоянии сильного алкогольного опьянения. В конечном счёте, бунт стал поводом для внедрения нового закона, касающегося распространения и употребления алкогольных напитков, который был принят в 2015 году. Законодательный акт предписывает запрет на употребление спиртных напитков в публичных местах с 19:00 до 7 часов утра и так же запрещает в данные часы продажу таких продуктов как мороженое «Ром с изюмом».

## Реакция

### Внутренний резонанс
Премьер-министр Сингапура Ли Сянлун заявил, что полиция «примет все усилия, чтобы выявить и наказать виновных по всей строгости закона». Также позднее он обратился к жителям Сингапура с просьбой воздерживаться от негативных высказываний в сторону рабочих-мигрантов.

### Индия
Бурная реакция и споры в Сингапуре вспыхнули после того, как в новостной сводке индийского канала Sun TV 9 декабря 2013 года ошибочно заявили, что погибший подвергся нападению со стороны местных жителей, после того, как был вытолкнут из автобуса водителем. Правда, уже на следующий день канал извинился за некорректную передачу информации о произошедших накануне событиях в Маленькой Индии в Сингапуре и опубликовал исправленную версию.